# Caroline Bos
Caroline Bos (* 1959 in Rotterdam, Niederlande) ist eine niederländische Kunsthistorikerin und Architektin. Sie betreibt zusammen mit Ben van Berkel und Anderen in Amsterdam das Büro UNStudio.

## Leben
Caroline Bos ist studierte Kunsthistorikerin und hat fundamentale Kenntnisse in architekturtheoretischen Fragen. Bos lehrte an der Architekturakademie in Arnheim, der Technischen Universität Wien, der Designakademie in Eindhoven, der Liverpool University, der AA in London und anderen. 1999 wurde Bos Thesis Tutor am Berlage Institute in Amsterdam. 2000 schloss sie zusammen mit Ben van Berkel eine Gastprofessur an der Princeton University an.
1988 gründete sie mit Ben van Berkel in Amsterdam van Berkel & Bos Architectuurbureau. 1998 gründeten van Berkel und Bos neben ihrem Architekturbüro das Designbüro UN Studio, wobei UN für united net steht.

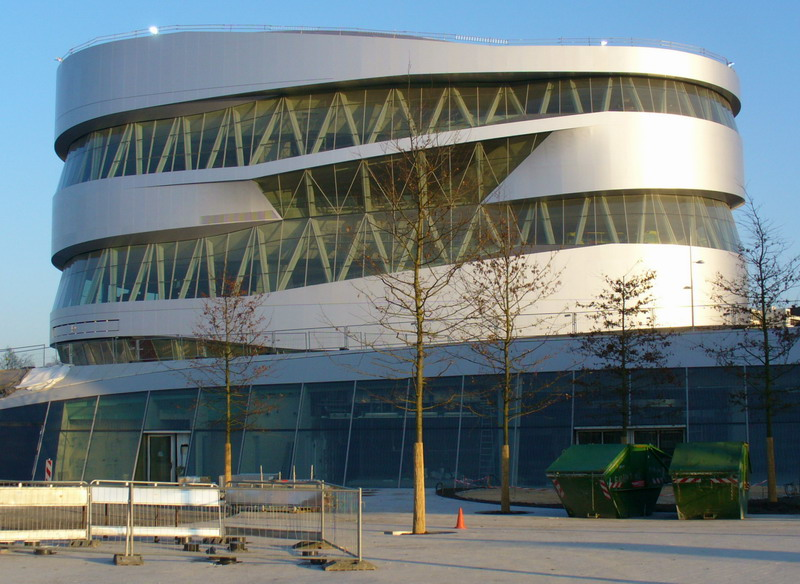
Mercedes-Benz Museum Stuttgart

## Projekte (Auswahl)
- Betriebsgebäude Amersfoort (1990–1991)
- Erasmusbrücke Rotterdam (1990–1995)
- Haus Moebius in Het Gooi (1993–1995)
- für Projekte nach 1999 siehe UNStudio